# Gláucia Rosane
Gláucia Rosane é uma compositora e cantora de música gospel brasileira.

## Biografia
Gláucia Rosane é natural de Imperatriz, (Maranhão). Gravou seu primeiro trabalho musical em 1997, intitulado Céu. Em 2001, foi premiada com o 1.º Lugar no Concurso Nacional da Música Gospel, produzido pela Gravadora Patmos Music – CPAD em Campinas – São Paulo. Ainda no mesmo ano, é convidada a fazer uma participação especial no 1.º CD do grupo CONIMAD MUSIC (mais tarde conhecido como ministério Na Fenda da Rocha). No ano seguinte, passa a ministrar oficialmente no ministério de louvor Oferta Viva, da Assembleia de Deus em São Luís, com quem participa durante aproximadamente 2 anos. Durante o ano de 2006, tornou-se pastora titular da Igreja Batista Apostólica Betel no bairro do Cohatrac, juntamente com seu marido, Pr. Guilherme Tavares e lança o álbum Beth-El. Em 2007, realizou o show Gláucia Rosane 10 Anos no Teatro Alcione de Nazaré, em comemoração aos 10 anos de seu chamado ministerial.
Em 2010, lança o álbum Vai Brasil, com influências preponderantes do louvor espontâneo e congregacional. Em 20 de maio de 2014, lança digitalmente no ITunes o álbum Casa do Sobrenatural. Em 2015, Gláucia grava um álbum ao vivo em homenagem à história da cidade de São Luís intitulado Papagaios Amarelos (ver também Daniel de La Touche), com canções inspiradas em ritmos regionais como Bossa nova, Cacuriá, Xote, entre outros. O álbum foi produzido por Israel Dantas, conhecido nacionalmente por trabalhar com cantoras renomadas como Maria Bethânia, Alcione e Rita Ribeiro.
Em maio de 2016, anuncia seu mais recente trabalho, intitulado Sacia a Sede das Nações, a ser lançado nas plataformas digitais no dia 2 de junho do mesmo ano.[carece de fontes?] Atualmente, Gláucia Rosane possui seu próprio ministério denominado EKLÉSIA Ministério Internacional, na Cidade de São Luís e também é presidente da SAEB (Sociedade dos Artistas Evangélicos do Brasil) e da SAEM, braço desta entidade no estado do Maranhão, que trabalha pela restauração da arte brasileira.
Ao todo, já gravou 11 trabalhos, sendo 8 solo e 3 participações, incluindo o CD Cetro de Justiça, do Ministério Santa Geração, onde na oportunidade interpretou profeticamente a Rainha Ester em dueto com o Pr. Antônio Cirilo na canção espontânea que leva o mesmo título do CD.

## Discografia
- (1997) - Céu
- (2000) - Céu (2ª edição) 2ª edição
- (2006) - Beth-El
- (2007) - Gláucia Rosane 10 Anos
- (2010) - Céu (3ª edição) (relançamento em SMD com uma faixa bônus)
- (2010) - Vai Brasil
- (2014) - Casa do Sobrenatural
- (2015) - Papagaios Amarelos
- (2016) - Sacia a Sede das Nações

## Parcerias e Participações em Outros Projetos
- (2003) - Cetro de Justiça, (com Ministério Santa Geração)
- (2005) - Abram as Portas, (com Ministério Oferta Viva)[15]